# Menneske og biosfære-programmet
Menneske og biosfære-programmet eller Man and the Biosphere Program (MAB) er et mellemstatsligt videnskabeligt program, der blev lanceret i 1971 af UNESCO, og sigter mod at skabe et videnskabeligt grundlag for forbedring af forholdet mellem mennesker og deres omgivelser.
MABs arbejde er fuldt involveret i den internationale udviklingsdagsorden - især med målene for bæredygtig udvikling og udviklingsdagsordenen efter 2015 - og adresserer udfordringer forbundet med videnskabelige, miljømæssige, samfundsmæssige og udviklingsmæssige spørgsmål i forskellige økosystemer; fra bjergområder til hav-, kyst- og øområder; fra tropiske skove til steppeland og byområder. MAB kombinerer natur- og samfundsvidenskab, økonomi og Uddannelse for at forbedre menneskers levevilkår og en retfærdig fordeling af velfærd og for at beskytte naturlige og styrede økosystemer og dermed fremme innovative tilgange til en økonomisk udvikling, der er socialt og kulturelt passende og miljømæssigt bæredygtig.
MAB-programmet giver en platform for samarbejde om forskning og udvikling, kapacitetsopbygning og netværk for at dele information, viden og erfaring om tre sammenkædede emner: tab af biodiversitet, klimaændringer og bæredygtig udvikling . Det bidrager ikke kun til en bedre forståelse af miljøet, men fremmer også større inddragelse af videnskab og forskere i politikudvikling vedrørende klog anvendelse af biologisk mangfoldighed.
I 2019 var der 701 biosfærereservater i 124 lande. 21 af disse er grænsoverskridende, og de er alle samlet i Verdensnetværk af biosfærereservater.

## Biosfærereservater
Biosfærereservater er områder, der omfatter terrestriske, marine og kystnære økosystemer. Hvert reservat fremmer løsninger, der forener bevarelsen af biodiversitet med dens bæredygtige brug. Biosfærereservater er nomineret af nationale regeringer og forbliver under de suveræne jurisdiktioner for de stater de ligger i. Deres status er internationalt anerkendt.
Biosfærereservater er "Science for Sustainability support sites" - specielle steder til test af tværfaglige tilgange til forståelse og styring af ændringer og interaktioner mellem sociale og økologiske systemer, herunder konfliktforebyggelse og styring af biodiversitet.
Biosfærereservater har tre indbyrdes forbundne zoner, der sigter mod at udføre tre supplerende og gensidigt forstærkende funktioner:
- Kerneområdet omfatter et strengt beskyttet økosystem, der bidrager til bevarelsen af landskaber, økosystemer, arter og genetisk variation.
- Bufferzonen omgiver eller støder op til kerneområderne og bruges til aktiviteter, der er kompatible med sund økologisk praksis, der kan styrke videnskabelig forskning, overvågning, træning og uddannelse.
- Overgangsområdet er den del af reservatet , hvor den største aktivitet er tilladt og fremmer økonomisk og menneskelig udvikling, der er sociokulturelt og økologisk bæredygtig. [2]

### Biosfærer og IUCN-klassifikationen
I 1996 offentliggjorde IUCN og MAB en retningslinje for, hvordan man vurderer UNESCOs biosfærereservater i IUCN-klassificeringssystemet . For at dette skal fungere, skelner IUCN mellem biosfærekerne, buffer og overgangszoner og også mellem hver enkelt biosfærereservat. Det vigtigste element i vurderingen er målsætningen for biosfæren. I betragtning af at et af hovedmålene for biosfærer er videnskabeligt arbejde, vil dette generelt sætte biosfære kernezoner i IUCN-kategori I; Biosfærebufferzoner vil falde i kategori IV, V eller VI, og overgangszoner vil blive kategoriseret som enten V eller VI, hvis det overhovedet er muligt. 

## Arbejde med programmet
UNESCOs mellemstatslige struktur giver MAB en ramme til at hjælpe de nationale regeringer med at støtte planlægningen og gennemførelsen af forsknings- og uddannelsesprogrammer med teknisk bistand og videnskabelig rådgivning.
Deltagende lande opretter nationale MAB-komiteer, der sikrer maksimal national deltagelse i det internationale program, der definerer og implementerer hvert lands aktiviteter. MAB opererer i øjeblikket gennem 158 nationale komitéer, der er oprettet blandt de 195 medlemslande og ni associerede medlemslande i UNESCO.
Dagsordenen for MAB-programmet er defineret af dets vigtigste styrende organ, Det Internationale Koordineringsråd. MAB-rådet består af 34 medlemslande valgt af UNESCOs generalkonference. Rådet vælger en formand og fem næstformænd fra hver af UNESCOs geopolitiske regioner, hvoraf den ene fungerer som rapportør.
MAB-sekretariatet er baseret på UNESCOs afdeling for Ecological and Earth Sciences ved UNESCOs hovedkvarter i Paris og arbejder tæt sammen med de forskellige feltkontorer rundt om i verden for at koordinere arbejdet med MAB-programmet på nationalt og regionalt niveau. Dens medarbejdere trækker på ekspertise inden for mange og varierede discipliner. MAB finansieres via det almindelige budget for UNESCO og mobiliserer fondsmidler, fra medlemsstaterne, bilaterale og multilaterale kilder, den private sektor og private institutioner. MAB-relaterede aktiviteter finansieres nationalt. Programmet kan yde opstartsfinansiering til at hjælpe lande med at udvikle projekter og/eller sikre passende partnerskabsbidrag.
Den seneste verdenskongres for biosfærereservater fandt sted i Lima, Peru, fra 14. til 17. marts 2016. Dette var den 4. verdenskongres om biosfærereservater, og den skal udvikle en ny vision for årtiet 2016–2025. 

## Netværk
Verdensnetværket af biosfærereservater understøttes af forskellige regionale, subregionale eller tematiske netværk. Disse er som følger:
- African Biosphere Reserves Network (AfriMAB) blev oprettet i 1996 og består af 33 afrikanske lande.
- ArabMAB Network blev officielt lanceret i 1997 og repræsenterer 18 arabiske lande.
- Det østasiatiske biosfærereservenetværk blev lanceret i 1994. I dag består det af Kina, Den Demokratiske Folkerepublik Korea, Japan, Kasakhstan, Mongoliet, Republikken Korea og Den Russiske Føderation.
- EuroMAB er netværket af biosfærereservater i Europa og Nordamerika . Oprettet i 1987 er det det største MAB-regionale netværk med 53 lande.
- Ibero-American MAB Network (IberoMAB) blev oprettet i 1992. Den består af 22 lande fra Latinamerika og Caribien, Spanien og Portugal.
- Pacific Man and the Biosphere Network (PacMAB) blev oprettet i 2006 og består af de fødererede stater i Mikronesien, Kiribati, Palau, Papua Ny Guinea, Samoa og Tonga.
- Syd- og Centralasien MAB Network (SACAM) blev oprettet i 2002 og består af Afghanistan, Bangladesh, Bhutan, Indien, Iran, Kasakhstan, Maldiverne, Nepal, Pakistan og Sri Lanka.
- Det sydøstasiatiske biosfærereservatnetværk (SeaBRnet) blev oprettet i 1998. I dag består det af Cambodja, Kina, Indonesien, Japan, Lao PDR, Malaysia, Myanmar, Filippinerne, Thailand og Vietnam.
- East Atlantic Biosphere Reserve Network (REDBIOS) blev oprettet i 1994. Den består af De Kanariske Øer (Spanien), Kap Verde, Guinea-Bissau, Madeira og Azorerne (Portugal), Mauretanien, Marokko, Sao Tomé og Principe og Senegal.
- World Network of Island and Coastal Biosphere Reserves blev etableret i 2012 og består af 22 lande. Det sigter mod at studere, implementere og formidle ø-, hav- og kyststrategier for at bevare biodiversitet og arv, fremme bæredygtig udvikling og tilpasse sig til og afbøde virkningerne af klimaændringer.